# Siv Åberg
Siv Märta Åberg, född 7 mars 1942 i Gävle, är en svensk fotomodell och skådespelerska.
Åberg är dotter till Gertrud Helena (född Martinelle), född i Gävle och Ragnar Malte Åberg, född i Kiruna, Lappland.
Hon blev vinnare av skönhetstävlingen Fröken Sverige 1964, och placerade sig på en 4:e-plats i Miss Universum i Miami Beach, USA 1964. Åberg har även haft en kortare filmkarriär främst i USA. Då hon vid tillfälle spelat mot Elvis Presley i filmen Easy come, easy go.
Hon har även verkat som fastighetsmäklare i Beverly Hills i Los Angeles. Numera, 2017, är hon bosatt i Arnold i Kalifornien.

## Filmografi
- Easy come, easy go (1967)
- The Hollywood Stars of Tomorrow Awards (1967)
- Läderlappen, TV-Serien (1966-67)
- Måste vi döda syster George? (1968)
- The New Treasure Hunt (1973)
- Dr. Death: Seeker of Souls (1973)
- M*A*S*H, TV-Serien (1973)
- The Teacher (1974)
- Drop-out Father (1982) (TV)